# Pożar w escape roomie w Koszalinie
Pożar w escape roomie w Koszalinie – pożar, który miał miejsce 4 stycznia 2019 w escape roomie ToNiePokój w Koszalinie. W jego wyniku śmierć poniosło 5 osób, a jedna odniosła obrażenia.

## Opis zdarzenia
Pożar wybuchł około godziny 17:15 w dwukondygnacyjnym budynku mieszczącym się przy ulicy marszałka Józefa Piłsudskiego 88. Pożar objął jedno z pomieszczeń, które z kolei sąsiadowało z pokojem, w którym przebywało pięć 15-letnich dziewcząt: Karolina Barabas, Julia Pawlak, Wiktoria Pietras, Małgorzata Tymieniecka i Amelia Wieczorek. Wszystkie dziewczęta były uczennicami klasy 3d oddziałów gimnazjalnych Szkoły Podstawowej nr 18 im. Jana Matejki w Koszalinie. Wizyta w pokoju zagadek była głównym punktem imprezy urodzinowej. W wyniku pożaru wszystkie dziewczęta zginęły na skutek zatrucia tlenkiem węgla, a jeden z pracowników obiektu Radosław D. trafił do szpitala.

## Następstwa
Po pożarze kondolencje rodzinom ofiar złożyli m.in. prezydent Andrzej Duda, premier Mateusz Morawiecki oraz ambasador Stanów Zjednoczonych w Polsce Georgette Mosbacher. Prezydent Koszalina Piotr Jedliński ogłosił niedzielę, 6 stycznia 2019, dniem żałoby w mieście. Odwołane zostały spektakle w Bałtyckim Teatrze Dramatycznym oraz wydarzenia kulturalne w Centrum Kultury 105. Kuria koszalińsko-kołobrzeska podjęła decyzję o rezygnacji z organizacji orszaku Trzech Króli. W związku z pożarem wstrzymano, a ostatecznie odwołano, polską premierę filmu Escape Room.
6 stycznia 2019 o godzinie 12 w Katedrze Niepokalanego Poczęcia Najświętszej Maryi Panny w Koszalinie odbyła się msza święta w intencji ofiar pożaru i ich rodzin, którą celebrował biskup koszalińsko-kołobrzeski Edward Dajczak. Po nabożeństwie odbyła się krótka modlitwa na Rynku Staromiejskim, podczas której Caritas prowadził zbiórkę pieniędzy dla rodzin ofiar. O godzinie 17 biskup Dajczak poprowadził Koronkę do Miłosiedzia Bożego na miejscu zdarzenia.
10 stycznia 2019 miał miejsce wspólny pogrzeb ofiar pożaru, zorganizowany przez Urząd Miejski w Koszalinie. Msza święta pogrzebowa odbyła się w kościele św. Kazimierza na osiedlu Bukowym. Przewodniczył jej ks. Wojciech Pawlak, katecheta zmarłych dziewcząt. Następnie kondukt pogrzebowy przejechał na koszaliński cmentarz komunalny, gdzie odbyła się dalsza część ceremonii. Mowę wygłosił Artur Barabas, ojciec zmarłej Karoliny; później głos zabrała jej siostra oraz koleżanka ofiar z klasy. Odtworzono także nagranie śpiewu Wiktorii Pietras. Dziewczęta spoczęły obok siebie w kwaterze P-46.

## Proces karny
Śledztwo w sprawie pożaru prowadziła Prokuratura Okręgowa w Koszalinie. Decyzją wydaną przez Sąd Rejonowy w Koszalinie wobec 28-letniego Miłosza S., organizatora zabawy w escape roomie, zastosowano środek zapobiegawczy w postaci tymczasowego aresztowania. Przebywał on w areszcie śledczym od 7 stycznia 2019 do 10 listopada 2020.
30 kwietnia 2021 prokuratura skierowała do Sądu Okręgowego w Koszalinie akt oskarżenia; oprócz Miłosza S. oskarżono jego matkę i babcię, które uczestniczyły w prowadzeniu działalności oraz pracownika obiektu; jako kwalifikację prawną przyjęto umyślne stworzenie niebezpieczeństwa wybuchu pożaru i nieumyślne doprowadzenie do śmierci ludzi. Proces ruszył 14 grudnia 2021. Rodzice ofiar przystąpili do sprawy jako oskarżyciele posiłkowi. Do odrębnego postępowania wyłączono wątek prawidłowości działań służb gaśniczych i ratowniczych na miejscu zdarzenia.
21 listopada 2024 pracownik obiektu oraz Miłosz S. zostali nieprawomocnie skazani na karę 2 lat pozbawienia wolności, zaś obie kobiety – na kary pozbawienia wolności w zawieszeniu;  ponadto zobowiązano oskarżonych do wypłaty zadośćuczynień rodzinom zmarłych.

## Skutki polityczno-prawne
Po tych wydarzeniach premier Mateusz Morawiecki zapowiedział standaryzację pomieszczeń, w których będzie prowadzona tego typu działalność rozrywkowa. Standardy pomieszczeń mają wyznaczyć funkcjonariusze Państwowej Straży Pożarnej i Policji oraz inspektorzy nadzoru budowlanego, gdyż w owym czasie działalność escape roomów nie podlegała osobnym uregulowaniom prawnym, nie było też rejestru tego typu usług w Polsce.
W związku z pożarem ówczesny minister spraw wewnętrznych i administracji Joachim Brudziński polecił Komendantowi Głównemu Państwowej Straży Pożarnej przeprowadzenie kontroli przeciwpożarowych we wszystkich obiektach typu escape room w Polsce. Podobnie zareagowano także w innych państwach – na Litwie oraz w Czechach, gdzie również zapowiedziano przeprowadzenie kontroli lokali prowadzących tego typu działalność. W Polsce skontrolowano 520 lokali, stwierdzono prawie 2000 uchybień i wydano 102 zakazy użytkowania obiektów. Do 7 lutego 133 ośrodki usunęły wszystkie uchybienia.
11 stycznia 2019 minister spraw wewnętrznych i administracji Joachim Brudziński podpisał nowelizację rozporządzenia w sprawie ochrony przeciwpożarowej budynków, innych obiektów budowlanych i terenów. Wprowadzono przepisy uszczegóławiające kwestie ochrony przeciwpożarowej dotyczące ewakuacji w obiektach, w których prowadzona jest działalność gospodarcza o charakterze rozrywkowym – m.in. nakazano co najmniej raz na 2 lata praktyczne sprawdzanie organizacji ewakuacji ludzi oraz sprawdzenie spełniania wymagań ochrony przeciwpożarowej. Jak napisano w uzasadnieniu do projektu rozporządzenia – jest ono reakcją na pożar, który wybuchł 4 stycznia w lokalu z pomieszczeniem typu escape room w Koszalinie.